# Felix Jaehn (EP)
Felix Jaehn ist das erste Extended Play des gleichnamigen deutschen DJs Felix Jaehn. Bis dato veröffentlichte Jaehn in seiner Karriere ausschließlich Singles. Bei diesem Mini-Album handelt es sich um die erste Tonträgerveröffentlichung Jaehns, die die Länge einer herkömmlichen Single übersteigt. Das erste vollständige Album folgte zwei Jahre später mit I.

## Entstehung und Artwork
Alle Lieder des Albums wurden von unterschiedlichen Autoren verfasst. Jaehn selbst schrieb an drei Titeln mit, damit ist er auch der Autor mit den meisten Beteiligungen. Die russisch-US-amerikanische Liedermacherin Polina Goudieva, der US-amerikanische Songwriter Jimmy Harry und das ehemalige Rufus-Mitglied David Hawk Wolinski stellen jeweils zwei Autorenbeteiligungen. Des Weiteren wirken Tim Deal, Poppy Haddigan und Tonino Speciale als Autoren eines einzelnen Werkes mit. Produziert wurden alle Stücke der EP durch Jaehn. Bei Ain’t Nobody (Loves Me Better) stand ihm Deal und bei Book of Love Harry als Koproduzenten zur Seite. Die Abmischung und das Mastering erfolgten unter der Leitung des österreichischen Tontechnikers Nikodem Milewski. An der Programmierung waren Deal (1 Titel) und Jaehn (3 Titel) beteiligt. Jaehn war darüber hinaus auch für das Arrangement (2 Titel) verantwortlich.
Auf dem Cover der EP ist – neben Künstlernamen und Liedtitel – Jaehn, der sich eine Jacke über das Gesicht zieht, zu sehen. Es handelt sich hierbei um das gleiche Coverbild wie zur Singleauskopplung Book of Love. Geschossen wurde es von Nicolas Kantor.

## Veröffentlichung und Promotion
Die Erstveröffentlichung der Felix Jaehn EP erfolgte am 15. Januar 2016. Das Album erschien nur zum Download und beinhaltet insgesamt fünf Aufnahmen. Es besteht aus drei bereits zuvor veröffentlichten Studioaufnahmen sowie zwei Remixe. Die EP wurde international unter den Musiklabels Casablanca Records und Republic Records sowie im deutschsprachigen Raum unter Virgin Records veröffentlicht. Der Vertrieb erfolgte durch Universal Music Publishing. Die einzelnen Lieder wurden durch Curvature Music, Kobalt Music Publishing, Sony/ATV Music Publishing und Ultra Music Publishing verlegt.

## Inhalt
Alle Liedtexte des Albums sind in englischer Sprache verfasst und stammen, wie auch die Kompositionen, von verschiedenen Autoren. Jaehn zeichnet sich durch die meisten Autorenbeteiligungen aus. Musikalisch bewegen sich die Lieder im Bereich des Deep- und Tropical House. Die EP besteht aus drei bereits zuvor veröffentlichter Studioaufnahmen sowie zwei Remixen. Somit handelt es sich hierbei um eine Art Mini-Kompilation.
Bei Ain’t Nobody (Loves Me Better) handelt es sich um eine Coverversion des Originals Ain’t Nobody von Rufus feat. Chaka Khan aus dem Jahr 1983. Gesanglich wird Jaehn hierbei durch die britische Popsängerin Jasmine Thompson unterstützt. In Book of Love erhält Jaehn durch Polina, die auch als Autorin an dem Stück beteiligt ist, gesangliche Unterstützung. Jaehn selbst wirkt lediglich als DJ und Instrumentalist (Keyboard) im Hintergrund bei allen Stücken mit. Bei der dritten Studioaufnahme I Do wird Jaehn ebenfalls von einer unbekannten Gastsängerin unterstützt sowie von Tim Deal am Keyboard. Im Gegensatz zu den anderen beiden Aufnahmen, erschien I Do nicht als eigenständige Single. I Do war als B-Seite auf Shine und Ain’t Nobody (Loves Me Better) enthalten. Alle drei Studioaufnahmen sind auch auf Jaehns Debütalbum I zu finden. Die zwei enthalten Remixe stammen vom US-amerikanischen DJ Prince Fox und dem US-amerikanischen DJ-Duo Phantoms.
| # | Titel                                                                      | Autor(en)                                              | Produzent(en) | Länge |
| - | -------------------------------------------------------------------------- | ------------------------------------------------------ | ------------- | ----- |
| 1 | Ain’t Nobody (Loves Me Better) (feat. Jasmine Thompson)                    | David Hawk Wolinski                                    | Felix Jaehn   | 3:06  |
| 2 | Book of Love (feat. Polina)                                                | Polina Goudieva, Jimmy Harry, Felix Jaehn              | Felix Jaehn   | 3:18  |
| 3 | I Do                                                                       | Tim Deal, Poppy Haddigan, Felix Jaehn, Tonino Speciale | Felix Jaehn   | 3:02  |
| 4 | Ain’t Nobody (Loves Me Better) (Prince Fox Remix) (feat. Jasmine Thompson) | David Hawk Wolinski                                    | Felix Jaehn   | 3:05  |
| 5 | Book of Love (Phantoms Remix) (feat. Polina)                               | Polina Goudieva, Jimmy Harry, Felix Jaehn              | Felix Jaehn   | 4:36  |

## Singleauskopplungen
Ain’t Nobody (Loves Me Better)
Bereits neun Monate vor der Veröffentlichung der Felix Jaehn EP erschien mit Ain’t Nobody (Loves Me Better) die erste von zwei Singleauskopplungen aus der EP. Die Single erreichte die Spitzenposition in Deutschland, Österreich, Polen und Tschechien sowie Top-10-Notierungen in der Schweiz und dem Vereinigten Königreich. Weltweit wurde das Stück mit vier Goldenen- und 27 Platin-Schallplatten für über 2,9 Millionen verkaufte Exemplare ausgezeichnet. In Deutschland wurde Ain’t Nobody (Loves Me Better) offiziell von der GfK Entertainment zum „Sommerhit des Jahres 2015“ gewählt.
Book of Love
Mit Book of Love erschien vier Monate vor der Veröffentlichung der EP die zweite Singleauskopplung. Die konnte an die Erfolge seines Vorgängers nicht anknüpfen, erreichte aber die Charts in Deutschland, Österreich und der Schweiz. In Deutschland schaffte die Single den Sprung in die Top 10. Im März 2016 wurde Book of Love in Deutschland vom Bundesverband Musikindustrie (BVMI) mit einer Goldenen Schallplatte für über 200.000 verkaufte Einheiten ausgezeichnet.
Charterfolge in den Singlecharts

| Jahr | Titel                          | Höchstplatzierung, Gesamtwochen, AuszeichnungChartplatzierungen (Jahr, Titel, , Platzierungen, Wochen, Auszeichnungen, Anmerkungen) | Höchstplatzierung, Gesamtwochen, AuszeichnungChartplatzierungen (Jahr, Titel, , Platzierungen, Wochen, Auszeichnungen, Anmerkungen) | Höchstplatzierung, Gesamtwochen, AuszeichnungChartplatzierungen (Jahr, Titel, , Platzierungen, Wochen, Auszeichnungen, Anmerkungen) | Höchstplatzierung, Gesamtwochen, AuszeichnungChartplatzierungen (Jahr, Titel, , Platzierungen, Wochen, Auszeichnungen, Anmerkungen) | Höchstplatzierung, Gesamtwochen, AuszeichnungChartplatzierungen (Jahr, Titel, , Platzierungen, Wochen, Auszeichnungen, Anmerkungen) | Anmerkungen                                                                       |
| Jahr | Titel                          | DE | AT | CH | UK | US | Anmerkungen                                                                       |
| ---- | ------------------------------ | --- | --- | --- | --- | --- | --------------------------------------------------------------------------------- |
| 2015 | Ain’t Nobody (Loves Me Better) | DE1 ×2Doppelplatin · (56 Wo.)DE | AT1 Platin · (39 Wo.)AT | CH5 Platin · (46 Wo.)CH | UK2 Platin · (26 Wo.)UK | US— GoldUS | Erstveröffentlichung: 3. April 2015 Verkäufe: + 2.940.000; feat. Jasmine Thompson |
| 2015 | Book of Love                   | DE7 Gold · (25 Wo.)DE | AT15 (18 Wo.)AT | CH61 (4 Wo.)CH | — | — | Erstveröffentlichung: 11. September 2015 Verkäufe: + 200.000; feat. Polina        |

## Mitwirkende
Albumproduktion
- Tim Deal: Keyboard (Lied 3), Koproduzent (Lied 3), Komponist (Lied 3), Liedtexter (Lied 3), Programmierung (Lied 3)
- Prince Fox: Remix (Lied 4)
- Polina Goudieva: Gesang (Lieder: 2, 5), Komponist (Lieder: 2, 5), Liedtexter (Lieder: 2, 5)
- Poppy Haddigan: Komponist (Lied 3), Liedtexter (Lied 3)
- Jimmy Harry: Komponist (Lieder: 2, 5), Koproduzent (Lieder: 2, 5), Liedtexter (Lieder: 2, 5)
- Felix Jaehn: Arrangement (Lieder: 2, 5), Keyboard (Lieder: 2, 5), Komponist (Lieder: 2–3, 5), Liedtexter (Lieder: 2–3, 5), Musikproduzent (Lieder: 1–5), Programmierung (Lieder: 2–3, 5)
- Nikodem Milewski: Mastering (Lieder: 1–2, 4–5)
- Phantoms: Remix (Lied 5)
- Tonino Speciale: Komponist (Lied 3), Liedtexter (Lied 3)
- Jasmine Thompson: Gesang (Lieder: 1, 4)
- David Hawk Wolinski: Komponist (Lieder: 1, 4), Liedtexter (Lieder: 1, 4)

Artwork
- Nicolas Kantor: Fotograf (Cover)

Unternehmen
- Casablanca Records: Musiklabel (Lieder: 1–5)
- Curvature Music: Verlag (Lieder: 2, 5)
- Kobalt Music Publishing: Verlag (Lieder: 2, 5)
- Republic Records: Musiklabel (Lieder: 1–5)
- Sony/ATV Music Publishing: Verlag (Lieder: 2, 5)
- Ultra Music Publishing: Verlag (Lieder: 2, 5)
- Universal Music Publishing: Vertrieb (Lieder: 1–5)
- Virgin Records: Musiklabel (Lieder: 1–5)

## Rezeption
Einen Einstieg in die offiziellen Albumcharts verfehlte die EP. Angaben über die Verkaufserfolge sind ebenfalls nicht bekannt.